# Amnesia: A Machine for Pigs
Amnesia: A Machine for Pigs (укр. Амнезія: Машина для свиней) — однокористувацька відеогра в жанрі survival horror, розроблена британською інді-студією The Chinese Room і видана шведською Frictional Games, є продовженням попередньої Amnesia: The Dark Descent. Гру спочатку було випущено для Windows, OS X і Linux 10 вересня 2013 року. Пізніше відбувся вихід для PlayStation 4 22 листопада 2016 року, Xbox One 28 вересня 2018 року і Nintendo Switch 19 вересня 2019 року. За оцінкою IGN, гра зайняла 18 місце у списку ігор покоління.
Дія гри розгортається в Лондоні напередодні Нового 1899 року. Головний герой, Освальд Мандус, багатий промисловець, під час поїздки до Мексики захворів на загадкову хворобу. У стані марення його переслідують видіння машини, здатної очистити світ від недоліків і створити новий.

## Ігровий процес
Дія гри відбувається з видом від першої особи, можливості побачити зовнішність головного героя немає. На шляху гравця зустрічаються різноманітні монстри, яких потрібно уникати, адже герой не може битися. Також ігровий процес охоплює дослідження та розв'язання головоломок, які вимагають ретельного спостереження і навичок розв'язання проблем для досягнення прогресу.

## Сюжет
Гра починається з того, що Мандус прокидається у своєму ліжку, його лихоманить і переслідують видіння темного і пекельного двигуна. Таємничий голос, який назвався Інженером, повідомляє йому, що його сини-близнюки Едвін і Енох замкнені в підвалі, де зберігається величезна машина. Голос додає, що якщо Мандус перезапустить машину, то його знову зможе побачити своїх дітей.
Мандус проникає на нижні рівні особняка, уникаючи гібридних істот-мутантів, званих «людосвинями» (англ. Manpigs), які патрулюють ці місця. Він ремонтує машину і знову запускає її, але Інженер зраджує Мандуса. Останній дізнається, що Едвін та Енох насправді мертві. Інженер, який весь цей час був частиною совісті Мандуса, обманом змусив його перезапустити машину, щоб випустити людосвиней на вулиці Лондона і викрасти людей для людських жертвоприношень.
Коли до Мандуса повертається пам'ять, він згадує свою катастрофічну експедицію до Мексики, де він знайшов артефакт, який дав йому жахливе бачення майбутнього — Першої світової війни. Мандус побачив як його сини загинуть у битві на Соммі. У розпачі він створив спеціальну машину, щоб покінчити з людством до того, як воно занапастить себе у війні, і приніс у жертву машині своїх синів, щоб позбавити їх від участі у прийдешній війні. Однак незабаром він усвідомив помилковість своїх дій і спробував саботувати роботу машини, але йому завадили амнезія і хвороба.
Мандус клянеться завершити розпочате, знищивши машину раз і назавжди. Попри вмовляння Інженера дозволити машині продовжити роботу, Мандус змушує свою совість повернутися в себе і віддає себе машині як останню жертву — химерний пристрій вириває йому серце. Його жертва кладе край машині та Інженеру, а жахи, описані вище, нарешті завершуються, і настає 1900 рік.

## Оцінки та критика
Після виходу гра продавалася досить добре, набравши 120000 продажів тільки за перший тиждень. Відгуки порівняно з попередньою грою були дещо змішанішими, але атмосферу, обстановку та розповідь гри особливо високо оцінено. На думку рецензентів, на відміну від оригіналу, гра вийшла надто лінійною, у ній менше уваги приділяється горор складовій геймплею на виживання і недостатньо багато ворогів.